# Sierra de Peranera
La Sierra de Peranera es una sierra de la Alta Ribagorza (provincia de Lérida, Cataluña, España) del antiguo término de Malpàs, actualmente integrado, desde 1970, en el municipio actual del Pont de Suert.